# 杉本ふぁりな
杉本 ふぁりな（すぎもと ふぁりな、6月26日 - ）は、日本の漫画家。栃木県出身。血液型はO型。女性。

## 概要
2001年ごろまではボーイズラブ漫画作品を発表していたが、2001年以降はティーンズラブ漫画およびレディースコミックに活動の軸足を移す。また、2007年から2008年にかけては、性的表現のない作品を『ピアニッシモ』（ポプラ社）に発表。作品に「少女人形」シリーズ、「ラブリィ」、「夏の愛人」などがある。

## 掲載作品
※（）囲みの数字は、後述の単行本の発売順の数字。

### ティーンズラブおよびレディースコミック
- えんじぇる（絶対恋愛sweet2001年1号）(6)
- 時計じかけの姫君（絶対恋愛sweet2002年4月号）(6)
- 少年16才（絶対恋愛sweet2002年6月号）(6)
- 桜時間（絶対恋愛sweet2002年8月号）(6)
- チェリーガールの冒険（絶対恋愛sweet2002年10月号）(8)
- 王子様の恋人（恋愛Magic2002年2号）(10)
- Pure（絶対恋愛sweet2002年12月号）(8)
- Darling Darling（絶対恋愛sweet2003年2月号）(6)
- お願い王子様（絶対恋愛sweet2003年4月号）(8)
- だって夏だし（絶対恋愛sweet2003年8月号）(8)
- UNDER THE Rose（恋愛宣言ピンキッシュ2003年9月号）(9)
- スイッチ（絶対恋愛sweet2003年10月号）(12)
- 絶対ロマンス（絶対恋愛sweet2004年1月号）(12)
- ラヴレター（恋愛宣言ピンキッシュ2004年2月号）(9)
- アオイハル（絶対恋愛sweet2004年3月号）(12)
- 早春譜（誰にも言えない○秘卒業-最後の告白-）（＊） (16)
- 少女人形（恋愛MAX2004年5号）(10)
- 愛しのバンパイア（絶対恋愛sweet2004年7月号）(12)
- ラブストーリー（恋愛宣言ピンキッシュ2004年7月号）(9)
- ラブリィvol.1（恋愛宣言ピンキッシュ2004年9月号）(14)
- ミツノアジ（カレシができちゃうＨな本2004年2号）(13)
- マリア（2004カレシができちゃうＨな本2004年4号）(13)
- 夏の愛人（絶対恋愛sweet2004年9月号）(20)
- 夏の烙印（1）（絶対恋愛sweet2005年1月号）(20)
- Time〜時の卵〜前編（恋愛宣言ピンキッシュ2005年1月号）(9)
- Time〜時の卵〜前編（恋愛宣言ピンキッシュ2005年2月号）(9)
- 夏の烙印（2）（絶対恋愛sweet2005年3月号）(20)
- 夏の烙印（3）（絶対恋愛sweet2005年5月号）(20)
- 8月の訪問者（恋愛Revolution2005年1号）(13)
- 眠れぬ夜のすごし方（恋愛Revolution2005年3号）(13)
- とらわれの姫君（恋愛熱情ラブパッション2005年3月号）(17)
- ラブリィvol.2（恋愛宣言ピンキッシュ2005年4月号）(14)
- ラブリィvol.3（恋愛宣言ピンキッシュ2005年6月号）(14)
- ラブリィvol.4（恋愛宣言ピンキッシュ2005年8月号）(14)
- 秘密の花園（絶対恋愛sweet2005年8月号）(15)
- 僕とそらの物語（恋愛MAX2005年8号）(10)
- 月光奇譚（誰にも言えない○秘異常な恋）（＊）(16)
- 山下くんの悩める日々（恋愛宣言ピンキッシュ2005年11月号）(14)
- 少女人形〜恋をあきらめた人魚姫〜（恋愛MAX2005年11号）(10)
- 少女人形〜仏蘭西人形〜（恋愛MAX 2006年3月号）(17)
- Days（書き下ろし）(13)
- engage（誰にも言えない○秘危険な男）（＊）(16)
- 陽のあたる場所（恋愛楽園PURE 2006年5月号）(19)
- 少女人形〜いばら姫〜（恋愛MAX 2006年7月号）(17)
- Sweet Dreaam（恋愛楽園PURE 2006年8月号）(19)
- 夏×恋（絶対恋愛sweet2006年8月号）(15)
- First Love（恋愛楽園PURE 2006年10月号）(19)
- Pinkish（恋愛楽園PURE 2006年12月号）(19)
- サクラガワ（恋愛楽園PURE 2007年2月号）(19)
- ＡＶおジャマしました。（恋愛楽園PURE 2007年2月号）(19)
- ブルーロージィー（恋愛楽園PURE 2007年4月号）(19)
- スフィア〜月の螺旋〜（誰にも言えない○秘背徳愛）（＊）(16)
- 続・早春譜-4years later.-（恋愛Revolution2007年6月号）(16)
- Seasons（恋愛楽園PURE 2007年8月号）(19)
- 手のひらの星（恋愛楽園PURE 2007年10月号）(19)
- 少女人形〜ラプンツェル〜（恋愛LoveMAX 2007年10月号）(17)
- プライベートアクトレス（恋愛楽園PURE 2007年12月号）(19)
- ラヴレター（再）（恋愛楽園PURE 2007年12月号）(19)
- WISH（恋愛楽園PURE 2008年2月号）(19）
- 少女人形〜アゲハ〜（恋愛LoveMAX 2008年3月号）(23)
- 少女人形〜人形遣い〜（恋愛LoveMAX 2009年4月号・8月号・2010年2月号）(23)
- Summer Dream（恋愛楽園PURE　時期不明）
- アクアマリンと青い空（恋愛楽園PURE　時期不明）
- ナツコイ〜失恋旅行編〜（恋愛楽園PURE　時期不明）
- ナツコイ〜学園編〜（恋愛楽園PURE　時期不明）
- ナツコイ〜学園祭編〜（恋愛楽園PURE　時期不明）
- ナツコイ〜三角カンケイ編〜（恋愛楽園PURE　時期不明）
- ナツコイ〜春風編〜（恋愛楽園PURE　時期不明）
- ナツコイ〜青嵐編（せいらんへん）〜（恋愛楽園PURE　時期不明）
- ナツコイ〜無敵の完結編●（むてきのかんけつへん）〜（恋愛楽園PURE　時期不明）
- green green（恋愛楽園PURE　時期不明）
- HOME（恋愛楽園PURE　時期不明）
- 明日なんて来なくていい（掲載誌・時期不明）
- 桃子・櫻子〜ある愛の物語〜（掲載誌・時期不明）
- 愛とか恋とか（petitRose vol.2）
- 世界の終わりをきみと待ってる -恋に濡れた夏-（petit Rose vol.4 - vol.9）(24)
- 第4話 日傘をさしたヴィーナス 今野ヒロト（17歳）の場合（萌黄色の季節～ボクたちの初体験～）原作：倉科遼 ※電子書籍のみ
- リレー形式実録エッセイ 最近私の流行りもん!（恋愛宣言PINKY vol.31）
- バロック〜歪んだ真珠〜 全19話（松文館2015年9月4日 - 2019年4月20日（不定期））※電子書籍のみ

　
（＊）:松文館から発行されたアンソロジーコミック

### 漫画化
- 約束（Comic Pianissimo 2007年11月号）原作：石田衣良 (22)
- 夕日へ続く道（ピアニッシモ2008年1月号）原作：石田衣良 (22)
- ひとり桜（ピアニッシモ2008年3月号）原作：石田衣良 (22)
- 青いエグジット（ピアニッシモ2008年5月号）原作：石田衣良 (22)
- 演じきれない別れ（ハーレクインオリジナル2013年1月号）原作：ブレンダ・ジャクソン（25）
- 初恋はいまも心に（ハーレクインオリジナル2013年9月号）原作：レイ・モーガン（25）
- ハッピーエンドをもう一度 （ハーレクインオリジナル2014年1月号）原作：リズ・フィールディング（25）
- 拒みきれない蜜の味（ハーレクイン2014年19号）原作：エリザベス・パワー（28）
- その恋、取扱い注意！ 全13話（comic Berry's Vol.6 - Vol.32（不定期）） 原作：若菜モモ ※電子書籍（27）
- きみはぼくのもの 全6話（グループ・ゼロ2019年10月15日 - 2020年10月5日（不定期））原作：団鬼六「女学生」 ））※電子書籍のみ

## 単行本
単行本でも電子書籍のみは発売順の数字の後に電子と記す。電子書籍でも複数話数の収録されない単話配信はこちらに記さない。

### ボーイズラブ
- 1）ゲームの達人（アドニスコミックス）1995年5月
- 2）YOUNG OH OH（ベルコミックス）1996年3月
- 3）YOUNG OH OH 2（2）（ベルコミックス）1996年8月
- 4）ゲームの達人（2）（アドニスコミックス）1997年7月
- 5）僕と俺様（ダイヤモンドコミックス）2002年9月
- 7）僕らは切なく恋をする（アクアコミックス）2004年9月
- 11）優しい傷あと（JUNEコミックス ピアスシリーズ）2006年1月

### ティーンズラブおよびレディースコミック
- 6）桜時間（カルトコミックス sweetselection）2004年4月25日
- 8）チェリーガールの冒険（カルトコミックス sweetselection）2004年11月25日
- 9）Time〜時の卵（ハートフルコミックス）2005年3月10日
- 10）少女人形（MIU恋愛MAX COMICS）2006年1月30日
- 12）アヲイハル（カルトコミックス sweetselection）2006年5月25日
- 13）ミツノアジ（ミッシィコミックスYLCラブレボ）2006年5月30日
- 14）ラブリィ（ぶんか社コミックス）2006年11月10日
- 15）秘密の花園（カルトコミックス sweetselection）2007年9月20日
- 16）月光奇譚（ガールズポップコレクション）2007年11月25日
- 17）少女人形2（MIU恋愛MAXコミックス）2008年1月15日
- 18）ラブ・コレ5 禁断ないしょの恋愛関係（カルトコミックス sweetselection）2008年2月 共著
- 19）ラブ・ジュエルズ〜11の恋の宝石箱〜（トクマコミックス PURE）2008年4月15日
- 20）夏の愛人（カルトコミックス sweetselection）2008年6月20日
- 21）夏恋ゴールド（カルトコミックス sweetselection）2008年7月 共著
- 23）少女人形 3 (MIUCOMICS) 2010年3月16日
- 24）世界の終わりをきみと待ってる -恋に濡れた夏-（DaitoComics379/TLシリーズ）2014年7月11日

### コミカライズ
- 22）約束（PIANISSIMO COMICS）2008年8月25日 原作：石田衣良
- 25（電子））初恋はいまも心に／演じきれない別れ／ハッピーエンドをもう一度（ハーレクインコミックス・キララ）2015年9月4日 原作：レイ・モーガン／ブレンダ・ジャクソン／リズ・フィールディング
- 26）小夜啼鳥恋夜〜甘い蜜の檻〜（乙女ドルチェ・コミックス）2015年10月20日 原作：月森一花 ※描き下ろし
- 27（電子））その恋、取扱い注意！ 全3巻（Berry's COMICS）2017年1月20日 - 2017年12月15日 原作：若菜モモ
- 28）拒みきれない蜜の味（ハーレクインコミックス・ダイヤ）2018年8月1日 原作：エリザベス・パワー
- 29）恋闇〜淫らに触れる指先〜（乙女ドルチェ・コミックス）2019年11月15日 原作：如月 ※描き下ろし
- 30）国王陛下の溺愛花嫁〜屋根裏令嬢の結婚事情〜（乙女ドルチェ・コミックス）2021年1月16日 原作：熊野まゆ ※描き下ろし
- 31）旦那様の不埒な蜜月〜過剰な偏愛に新妻は困惑中!?（乙女ドルチェ・コミックス）2022年8月16日発売[2] 原作：市尾彩佳

## イラストレーション
ボーイズラブ小説挿画
- トンデモ!?美少年鑑定団（ジュネノベルズ）2002年11月 著：紫藤あかり
- 鴉（ピアスノベルズ）2002年12月 著：綺月陣
- 白鷺妖一郎の優雅な休日 美少年鑑定団シリーズ（ジュネノベルズ）2003年3月 著：紫藤あかり

ティーンズラブ小説挿画
- 小夜啼鳥恋夜〜甘い蜜の檻〜（ヴァニラ文庫）2015年9月30日 著：月森一花 ※コミカライズも担当
- 陰陽カレ師（LUNA文庫）2018年2月1日 著：上主沙夜
- 雇われプリンセスは今日も激忙（夢中文庫プランセ）2018年4月13日 著：朝陽ゆりね